# Florence Knoll
Pour les articles homonymes, voir Knoll (homonymie).
Florence Knoll Bassett (née Florence Marguerite Schust à Saginaw, Michigan le 24 mai 1917 et morte à Coral Gables le 25 janvier 2019) est une architecte, designer et entrepreneuse américaine.
Elle est considérée comme l'une des plus importantes figures dans le domaine du design et de l'architecture moderne. Elle a joué un grand rôle dans l'évolution de la profession de designer d'intérieur, en la distinguant du métier de décorateur d'intérieur, tout en développant sa propre vision du modernisme qui se reflète dans son travail au sein de Knoll's Associates.
Elle a fait ses études en architecture, et a pivoté vers le design d'intérieur par le fait que l'architecture ne donnait pas l'opportunité aux femmes d'avoir du succès dans ce domaine composé majoritairement d'hommes, et celles-ci avaient de la difficulté à se démarquer dû aux inégalités sociales.

## Biographie

### Enfance et Formation
Florence Knoll Basset est la fille de Frederick E. Schust et de Mina Mathilda (Haist) Schust. Ils décèdent tous deux très tôt laissant leur fille orpheline à l'âge de douze ans. Florence sera rapidement placée sous la tutelle légale d'Émile Tessin, un proche ami des Schust.
Trois ans plus tard, elle se dirige vers des études d'art et débute à la  Kingswood School, Cranbrook (1932-1934). Florence démontre son intérêt pour l'environnement bâti dès un très jeune âge. Elle se distingue en étant la seule élève de sa classe à faire le choix de se spécialiser en architecture. De plus, elle s'engage dans un atelier de tissage sous la supervision de Loja Saarinen. Pendant sa scolarité à Kingswood School, Florence devient l'élève de Rachel DeWolf Raseman, la directrice artistique de l'établissement. Ensemble, elles travaillent sur un projet scolaire de conception de maison qui éveille et consolide la passion de Florence pour le domaine du design et de l'architecture. Le projet attirera rapidement l'attention d'Eliel Saarinen, le directeur de la Cranbrook Academy of Art.

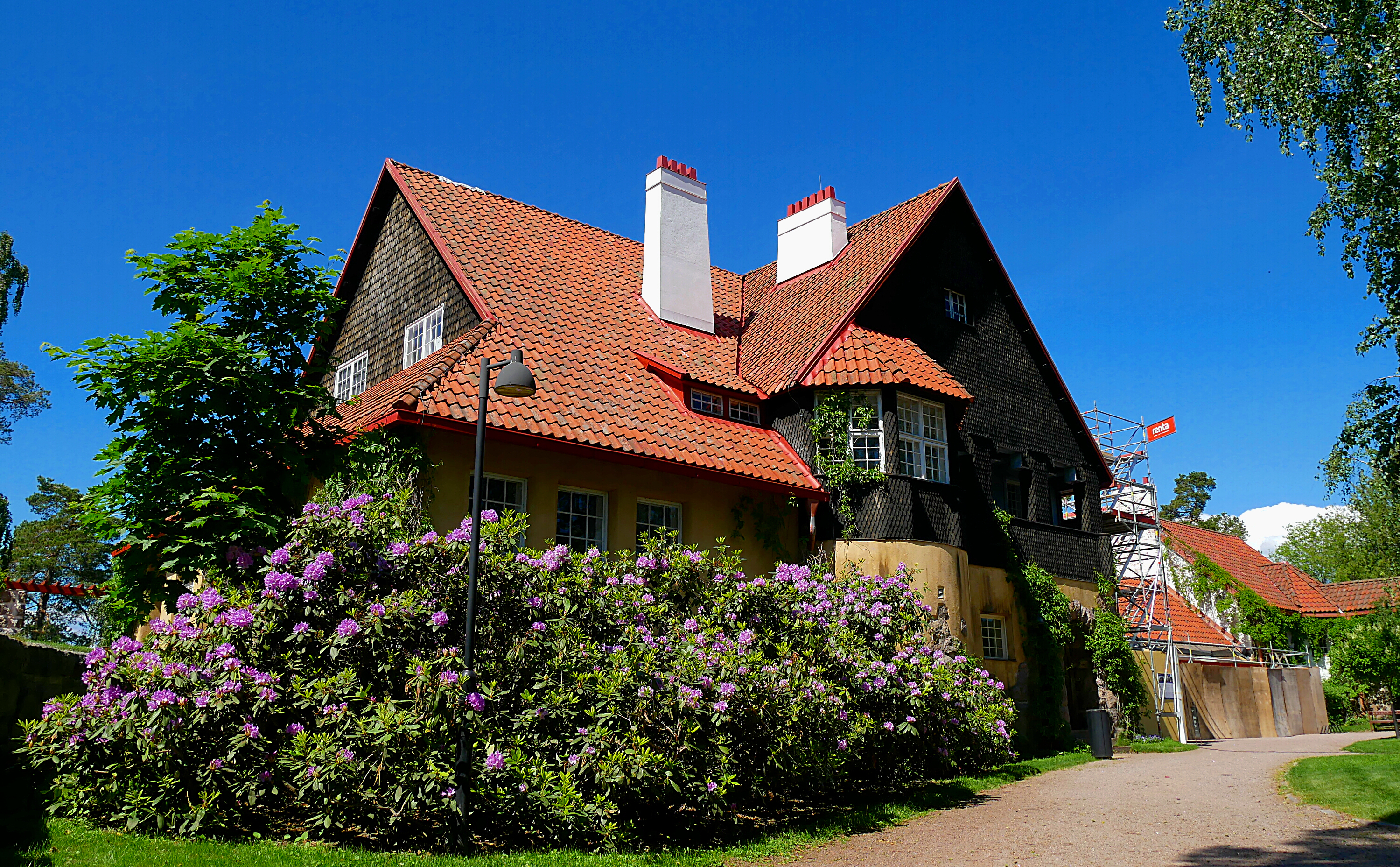
Hvitträsk, maison des Saarinen à Kirkkonummi en Finlande.

Elle étudie ensuite avec le designer Eliel Saarinen, père d'Eero Saarinen, à la Cranbrook Academy of Art (1934-1935), (les deux établissements sont situés sur le même campus à Bloomfield Hills, Michigan). En tant qu'orpheline, l'école devient son principal refuge, et Florence développe des liens étroits avec la famille Saarinen. En conséquence, elle est accueillie par Eliel et Loja et séjourne dans leur résidence Hvitträsk en Finlande durant l'été. Ces voyages estivaux lui permettent de visiter diverses expositions et bâtiments, tout en se rapprochant d'Eero Saarinen, leurs fils, qui lui donne des cours d'histoire architecturale.
Elle se rend aux États-Unis afin de poursuivre ses études en urbanisme (1938-1939) à l'école d'Architecture de l'Université Columbia (NYC) avec le professeur Charles Eames, mais elle interrompt ses études en raison de problèmes de santé. Par la suite, elle retourne en Finlande où elle rencontre l'architecte Alvar Aalto, qui lui recommande de poursuivre ses études à l'Architectural Association à Londres. Puis, elle passera un an à l'Architectural Association de Londres où elle découvrira le style international de Le Corbusier. Elle quittera l'Angleterre au début de la Seconde Guerre mondiale.
En 1940, Florence Knoll est à Cambridge (Massachusetts) et travaille brièvement avec les modernistes américains Wallace K. Harrison, Walter Gropius et Marcel Breuer, en tant que stagiaire. Elle sera influencée par  la découverte de leur style et du mouvement Bauhaus. Désireuse d'apprendre plus et d’obtenir son diplôme afin de travailler comme architecte aux États-Unis, elle s'inscrit à l'Armour Institute (1940-41) (aujourd'hui Illinois Institute of Technology) et rencontre le professeur Ludwig Mies van der Rohe qui aura un effet marquant sur son approche du design, surtout en termes de clarté,,
Tout au long de son parcours, elle a ainsi été influencée par de grands Maîtres du design du XXe siècle.
Après avoir terminé ses études, Schust s'installe à New York, où elle rencontre Hans Knoll, un homme d'affaires allemand. Ils se marient en 1946 et fondent Knoll Associates, où Florence occupe le rôle de vice-présidente. La compagnie se développe rapidement et deviendra l'une des plus importantes dans le domaine du mobilier moderne aux États-Unis.

## Carrière
Florence Knoll a commencé sa carrière d'entrepreneure avec Knoll Associates. Cette compagnie comporte plusieurs divisions, comme le Knoll Planning Unit, qui se concentre sur le design d'espaces de travail, ou Knoll Textiles, en plus de la conception et de la production de meubles avec Knoll Furnitures.
Durant sa carrière, elle participe à la production de design pour les compagnies suivantes : General Motors, H. J. Heinz, Connecticut General, Columbia Broadcasting Systems, Look Publications, Alcoa, First National Bank of Miami, Southeast Bank et Center of the Advanced Study in the Behavorial Sciences à Palo Alto en Californie.
Après 20 ans de travail chez Knoll Associates, Florence continue néanmoins à créer des design en gardant son style distinctif.

### Style et philosophie Knoll
Le style de design de Florence est reconnu dans le monde et ses designs d'espaces de travail fonctionnels sont devenus les standards d'aujourd'hui, alors que son but était seulement de créer des tendances. Elle a également créé des pratiques utilisées encore à ce jour.
Son travail a connu un grand succès grâce à sa vision du design qui était centrée sur l'humain, c'est-à-dire de trouver des solutions dans un nouveau langage qui prend en compte les matériaux et les processus de l'époque et non de simplement décorer l'espace. C'est de cette manière qu'elle a pu créer un grand impact quant à la définition du métier de designer d'intérieur.
Elle mettait en harmonie un certain minimalisme et le côté chaleureux des matériaux de façon très ingénieuse. Son style a été fortement influencé par ses mentors principaux tels qu'Eliel Saarinen et Mies van der Rohe, tout en étant également inspirée par d'autres designers comme Charles Eames et Ray Eames.
De plus, ces espaces de travail ressemblaient plus à des espaces de vie domestique que des espaces professionnels, ce qui fonctionnait pour sa clientèle principalement composée de personnes privilégiées socioéconomiquement. L'optimisme occupait également une grande place dans ses designs. Ces éléments faisaient alors en sorte que ses espaces pouvaient être inéquitables pour les personnes non privilégiées, comme des espaces de travail propices à des relations non professionnelles.
C'est à Florence Knoll que l'on doit le concept d'architecture d'intérieur par opposition à celui de décoration. En effet, ce nouveau concept vient du fait que l'accent était mis sur les besoins de l'être humain dans son environnement intérieur ce qui va au-delà de la décoration.

### Knoll Associates

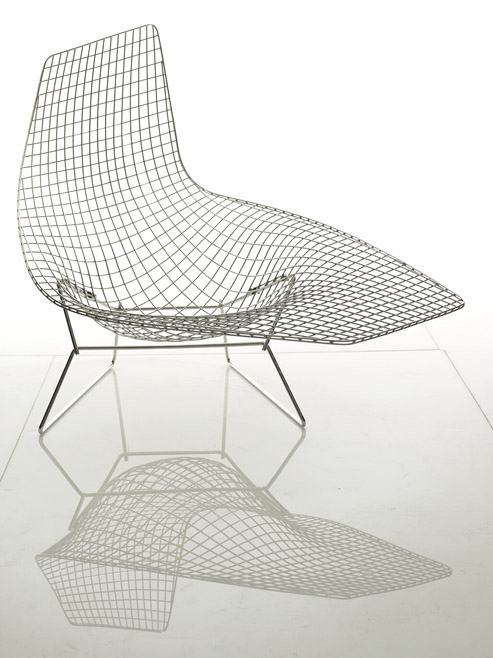
Chaise asymétrique conçue par Harry Bertoia, mise en production par Knoll en 2005.

La notoriété de Florence Knoll s'est accrue en raison de l'entreprise Knoll Associates. Florence Knoll a occupé plusieurs postes au sein de cette compagnie. D'abord, elle fut la directrice de Design (1946-1965) ; puis à la suite de la mort de son mari elle occupa le siège de présidente de la compagnie pendant 5 ans (1955-1960). Le département chargé de l'aménagement des lieux de travail nommé Knoll Planning Unit et celui spécialisé dans les textiles (Knoll Textiles) étaient sous la supervision de Florence tout au long de sa carrière chez Knoll Associates.
Florence Knoll a fièrement occupé le poste de Directrice du design, mais au-delà elle est connue pour sa grande modestie malgré son travail de grande qualité dans l'aménagement des meubles et de l'intérieur de l'entreprise. A de nombreuses reprises, elle a mis en place des stratégies pour promouvoir l'entreprise Knoll Associates. L'une d'elle était de mettre le nom Knoll sur les camions de façon à ce qu'il soit visible par les passants dans la ville. C'était une publicité intelligente et gratuite. Elle communique ses propositions à ses clients par l'utilisation de collages qu'elle appelait "Paste up" ;  sur les plans, elle attache des échantillons de matières et textures (bois, tissus) en couleur et en proportion afin de donner une idée graphique de l'espace plus parlante qu'un plan sec ; cette méthode de communication était essentielle pour convaincre les clients et les amener à accepter cette modernité.
Florence Knoll a fait de Knoll Associates la première sur le marché à produire et commercialiser des meubles et à faire du design d'intérieur, tout ceci au même endroit. La qualité du travail produit dans la firme de design d'intérieur était leur plus bel atout pour appâter les clients et collaborateurs.
Un grand nombre de ses intérieurs ont servi d'inspiration pour des séries télévisées telles que Suits (2011-2019) et Mad Men.

### Les collaborations de Florence Knoll

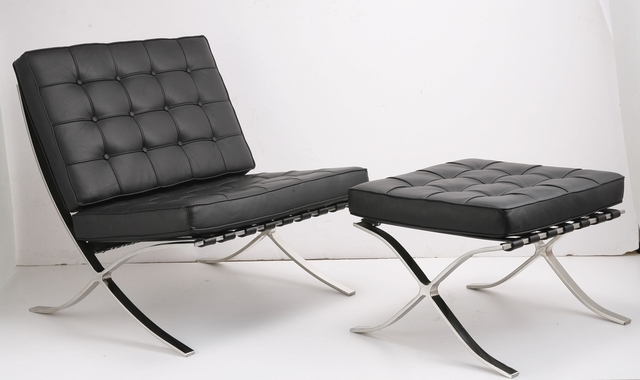
Chaise Barcelona conçue par Ludwig Mies Van Der Rohe.

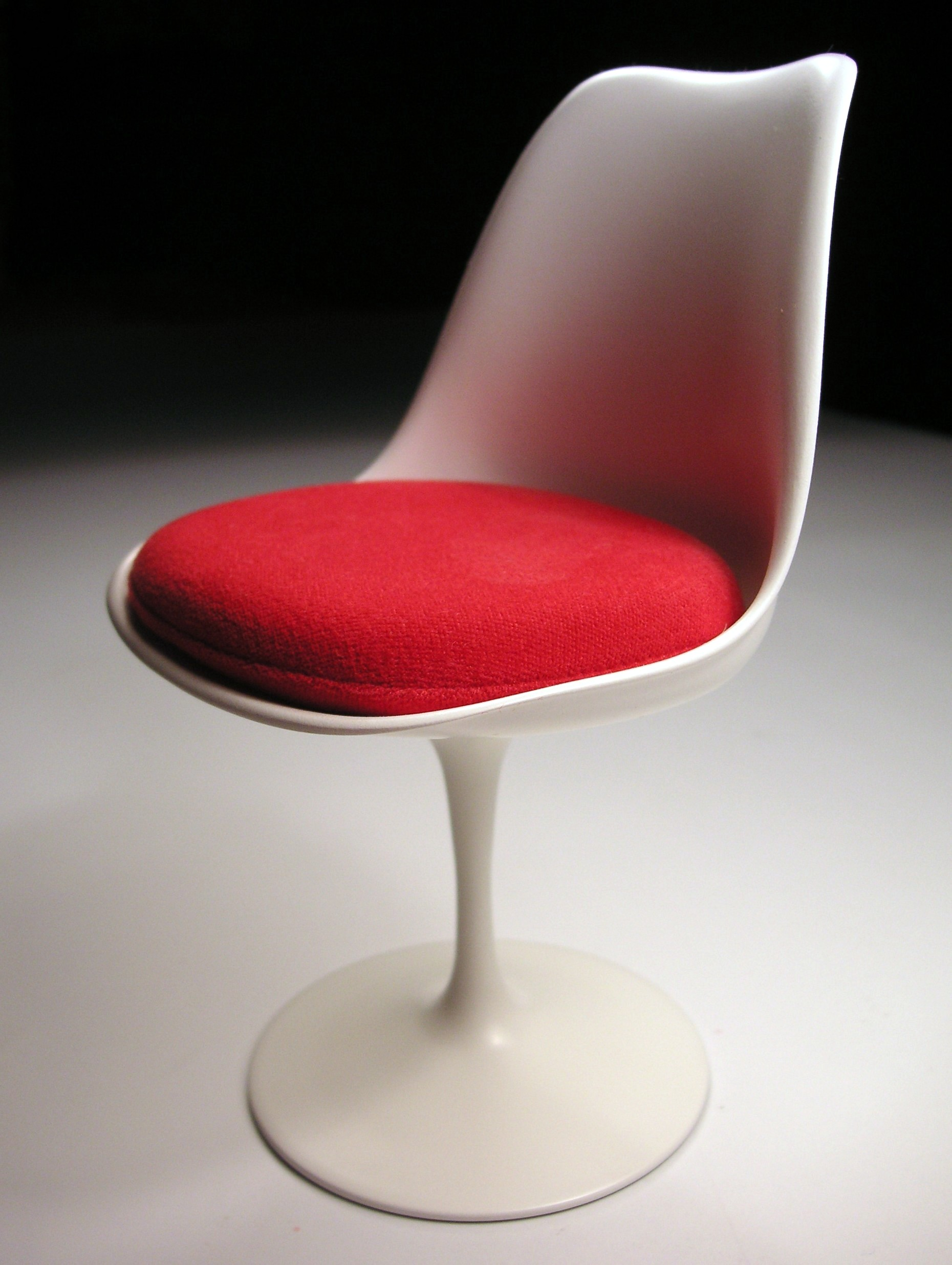
Chaise tulipe conçue par Eero Saarinen.

La collaboration entre Knoll et Eero Saarinen a donné naissance à plusieurs pièces de mobilier, notamment la Chaise Tulip, les tables Pedestal, le fauteuil Womb et la collection de sièges de la série 70. Les produits conçus par Eero Saarinen et fabriqués par Knoll sont considérés comme des produits originaux de Saarinen.
La collaboration entre Florence Knoll et Ludwig Mies van der Rohe s'est concentrée sur la production et la promotion de la Chaise Barcelona, qui était une création originale de Mies van der Rohe. En 1953, Knoll acquiert les droits de production. Florence Knoll a joué un rôle essentiel dans la popularisation de cette chaise en la produisant pour un public plus large,
La collaboration entre Knoll et Harry Bertoia a permis la réalisation des œuvres de design de Bertoia. De plus, en 2005, Knoll a élargi cette collection en introduisant l'"Asymmetric Lounge", un design qui était resté inédit depuis les premières expérimentations de Bertoia.

### Les contributions de Florence Knoll
Architecture
En 1946 dès le début de sa carrière, Florence Knoll a été chargée de concevoir les bureaux de la famille Rockefeller à Rockefeller Plaza, New York. Ce projet a témoigné de sa capacité à mêler élégance et fonctionnalité.
Tout au long des années 1950 et 1960, Florence Knoll a ouvert une série de salles d’exposition Knoll à travers le monde : en 1951 à New York et à Paris, en 1952 à Stuttgart, en 1956 à Dallas et à Milan, en 1960 à Los Angeles et en 1961 à Miami. Ces espaces ont servi de vitrine pour ses créations de mobilier contemporain, propageant ainsi l'esthétique moderne à l'échelle mondiale.
En 1953, Florence Knoll a été responsable de la conception des salles d'exposition Knoll à Chicago, et en 1954 à San Francisco.
En 1956, Knoll a participé à la conception de la compagnie "General Motors Technical Center" à Warren, Michigan en rendant ce centre technique un lieu de référence dans l'industrie automobile.
En 1957, Florence Knoll a apporté son expertise au secteur des assurances en concevant les intérieurs de la Connecticut General Life Insurance. Son design a contribué à créer un environnement de travail inspirant.
En 1957, Knoll a travaillé sur les bureaux du magazine "Look" à New York.
En 1958, Knoll a été impliquée dans la création du siège social de "Heinz" à Pittsburgh où elle a combiné esthétique et fonctionnalité dans les environnements corporatifs.
En 1959, elle a contribué à la conception du "Heinz Research Center" et des bureaux à Dearborn, Michigan.
En 1963, elle a travaillé sur les intérieurs du "Columbia Broadcasting System" à New York.

### Prix
Tout au long de sa carrière chez Knoll, Florence accumule de nombreux prix en design et en architecture, dont deux Good Design Awards en 1950 et 1953 décernés par le Museum of Modern Art (MoMA) de New York. Elle remporte également le premier prix de l'American Institute of Decorators en 1954. De plus, elle fait l'histoire en devenant la première femme à recevoir la médaille d'or de l'American Institute of Architects en 1961. En 2002, elle reçoit la National Medal of Arts.

## Retraite
Après sa longue carrière Florence Knoll prend sa retraite en 1965. Malgré cela, elle continue à travailler sur des projets avec quelques clients privés.
Finalement, elle meurt à l’âge de 101 ans à Coral Gables, le 25 janvier 2019.